# Freaky Girls
Freaky Girls (亜人ちゃんは語りたい, Demi-chan wa kataritai, litt. « Les demis veulent parler »), aussi connue à l'étranger sous le titre Interviews with Monster Girls, est une série de manga de Petos (ペトス, Petosu). Elle est prépubliée dans le magazine Young Magazine the 3rd depuis septembre 2014 et éditée en volumes reliés par Kōdansha. La série est éditée en anglais par Kodansha Comics USA. L'adaptation française du manga est éditée par Pika Édition. Une adaptation en série d'animation par le studio A-1 Pictures est diffusée entre janvier et mars 2017 au Japon et Crunchyroll en France.

## Synopsis
L'histoire se déroule à une époque où les demis-humains (亜人, Demi), plus connus sous le nom de « demis », ont commencé lentement à être acceptés dans la société humaine. Tetsuo Takahashi est un professeur de biologie qui s'intéresse aux demis. Il fait réunir les trois demis de son lycée, en essayant de capter leur attention, de gagner leur confiance et de comprendre ce phénomène.

## Personnages
Tetsuo Takahashi (高橋 鉄男, Takahashi Tetsuo)
Voix japonaise : Junichi Suwabe
Le protagoniste principal. Professeur de biologie passionné par les demis et qui veut en apprendre plus à ce sujet. Il est occasionnellement comparé à Iron Man par ses élèves, un jeu de mots sur son physique et son nom. Pendant qu'il étudie sur les demis, il commence à comprendre les problèmes qu'ils endurent, en demi et en adolescent, et fait tout ce qu'il peut pour les aider.
Hikari Takanashi (小鳥遊 ひかり, Takanashi Hikari)
Voix japonaise : Kaede Hondo
Une vampire énergique. Elle évite de mordre les cous d'autres personnes, à la place elle boit des packs de sang fournis par le gouvernement et utilise des substituts du sang, comme du jus de tomate. Contrairement aux mythes, elle adore manger de l'ail et n'aime pas les lumières trop fortes. Elle a occasionnellement l'envie de mordiller quelqu'un, souvent sa sœur. Malgré sa nature, elle s'efforce d'aider les autres dans le besoin.
Kyōko Machi (町 京子, Machi Kyōko)
Voix japonaise : Minami Shinoda
Une dullahan timide dont la tête et le corps sont séparés, il sort une flamme bleue là ou elle devrait avoir son cou, cette flamme ne brûle pas et il est désagréable pour elle qu'on la touche. Depuis qu'elle ne peut pas déplacer sa tête soi-même, elle a un désir de contact avec les autres. Elle développe des sentiments amoureux pour Tetsuo, à cause de sa nature gentille et soigneuse. En réalité, son cou se trouve dans une autre dimension et sert de trou de ver entre elle et son corps.
Yuki Kusakabe (日下部 雪, Kusakabe Yuki)
Voix japonaise : Shiina Natsukawa
Une femme des neiges timide qui a toujours son corps froid. Elle va occasionnellement rejeter de l'air froid quand elle a des émotions négatives et est très sensible au chaud. Au début, elle n'aime pas vraiment sa nature de demi, de peur de blesser quelqu'un avec, mais Tetsuo va lui démontrer que les seules choses qu'elle peut geler actuellement sont ses larmes et sa transpiration. Elle aime secrètement les mangas de plusieurs genres.
Sakie Satō (佐藤 早紀絵, Satō Sakie)
Voix japonaise : Yōko Hikasa
Un succube qui est professeur de mathématiques. En raison de la libido que son corps produit, elle doit constamment prendre des précautions pour éviter de séduire ses élèves mâles, comme porter des survêtements et prendre le train aux heures creuses. Elle développe des sentiments amoureux pour Tetsuo, car selon elle, ce n'est pas son effet succube mais du véritable amour.
Himari Takanashi (小鳥遊 ひまり, Takanashi Himari)
Voix japonaise : Lynn
La sœur jumelle de Hikari, qui n'est pas demi. Elle est plus sérieuse que sa sœur, qu'elle essaye de rendre plus mature, en vain. Malgré leurs disputes fréquentes, elles ont tous les deux presque les mêmes goûts alimentaires et vestimentaires.
Yōko Takahashi
La nièce de Tetsuo, en première année à l'université Musashino. C'est une para-humaine (médium) capable de voir dans d'autres dimensions. Elle partage son appartement avec Zashiko, une Zashiki warashi.
Zashiko
Une Zashiki warashi issu du folklore de la région du Tōhoku, qui partage le studio de Yōko. Elle mange et dort beaucoup.
Kaoru Higa
Une Kijimuna (esprit des arbres) de la région d'Okinawa, para-humaine dont la particularité est de porter bonheur aux pêcheurs qui partent en mer. Elle a le pouvoir de lire dans le cœur des gens et de percevoir leur aura.

## Manga
La série Demi-chan wa kataritai (亜人ちゃんは語りたい) est pré-publiée dans le magazine Young Magazine the 3rd de Kōdansha à partir du 5 septembre 2014,. Kodansha Comics USA a annoncé avoir obtenu la licence en Mars 2015,.
En France, la série est éditée par Pika Edition sous le titre Freaky Girls et dont 2 volumes sont sortis en mai 2017. Le rythme de parution est trimestriel.

### Liste des tomes
| no | Japonais          | Japonais          | Français         | Français          |
| no | Date de sortie    | ISBN              | Date de sortie   | ISBN              |
| --- | ----------------- | ----------------- | ---------------- | ----------------- |
| 1 | 6 mars 2015       | 978-4-06-382578-7 | 15 février 2017  | 978-2-81-163015-7 |
| Couverture : Hikari TakanashiListe des chapitres : - Chapitre 1 - Tetsuo Takahashi veut discuter - Chapitre 2 - La petite vampirette est encore une ado - Chapitre 3 - Les sœurs Takanashi ne s'entendent pas si mal - Chapitre 4 - La petite Dullahan veut des câlins - Chapitre 5 - La petite Dullahan est trop mignonne - Chapitre 6 - Les rêves de la succube - Chapitre 7 - Tetsuo Takahashi veut aider ses chers élèves - Chapitre 8 - Hikari veut discuter - Chapitre 9 - Les "demi" veulent des câlins          |                   |                   |                  |                   |
| 2 | 4 septembre 2015  | 978-4-06-382757-6 | 3 mai 2017       | 978-2-81-163016-4 |
| Couverture : Kyôko MachiListe des chapitres : - Chapitre 10 - La succube est une adulte responsable - Chapitre 11 - Himari n'a pas confiance - Chapitre 12 - La fille des neiges est bien froide (1re partie) - Chapitre 13 - La fille des neiges est bien froide (2e partie) - Chapitre 14 - Les p'tites "demi" sont super copines - Chapitre 15 - Les p'tites "demi" veulent qu'on les appelle par leurs prénoms - Chapitre 16 - Un jeune garçon prénommé Kurz - Histoire spéciale - Hikari Takanashi est une vampire |                   |                   |                  |                   |
| 3 | 18 mars 2016      | 978-4-06-382757-6 | 23 août 2017     | 978-2-81-163605-0 |
| Couverture : Sakie SatôListe des chapitres : - Chapitre 17 - La succube est perplexe - Chapitre 18 - Théorie fumeuse - Chapitre 19 - La p'tite "demi" veut de bonnes notes - Chapitre 20 - La p'tite vampirette a la dent dure - Chapitre 21 - La colère est mauvaise conseillère - Histoire spéciale - Le week-end, la succube décompresse - Chapitre 22 - La succube passe à l'action - Chapitre 23 - La p'tite "demi" ne dit rien                                                                                    |                   |                   |                  |                   |
| 4 | 20 septembre 2016 | 978-4-06-382852-8 | 15 novembre 2017 | 978-2-81-163764-4 |
| Couverture : Yuki KusakabeListe des chapitres : - Chapitre 24 - Une sœur en or - Chapitre 25 - La dullahan navigue dans l'hyperespace (1re partie) - Chapitre 26 - La dullahan navigue dans l'hyperespace (2e partie) - Chapitre 27 - Quand la réalité dépasse la fiction - Chapitre 28 - Les vampires sont parmi nous - Chapitre 29 - M. Takahashi veut se rendre utile - Chapitre 30 - La p'tite "demi" veut aider son prof - Histoire spéciale - La fille invisible n'est pas pudique                                |                   |                   |                  |                   |
| 5 | 20 avril 2017     | 978-4-06-382942-6 | 18 avril 2018    | 978-2-81-164067-5 |
| Couverture : Yuki Kusakabe, Hikari Takanashi, Kyôko MachiListe des chapitres : - Chapitre 31 - C'est bientôt l'été - Chapitre 32 - Les p'tites "demi" ont trop chaud - Chapitre 33 - Les p'tites "demi" veulent nager - Chapitre 34 - Dans le grand bain - Chapitre 35 - Chez les Takanashi - Chapitre 36 - Je vis avec Zashikiwarashi (1re partie) - Chapitre 37 - Je vis avec Zashikiwarashi (2e partie) - Histoire spéciale - Une enquêté stupéfiante                                                                |                   |                   |                  |                   |
| 6 | 18 mai 2018       | 978-4-06-511284-7 | 21 novembre 2018 | 978-2-81-164331-7 |
| Couverture : Yoko Takahashi, ZashikoListe des chapitres : - Chapitre 38 - L'univers dans un studio (1re partie) - Chapitre 39 - L'univers dans un studio (2e partie) - Chapitre 40 - Testuko Takahashi, professeure de biologie - Chapitre 41 - La succube est pompette - Chapitre 42 - La succube fait semblant de dormir - Chapitre 43 - La succube reste dormir au lycée - Histoire spéciale - De l'utilité du survêtement                                                                                           |                   |                   |                  |                   |
| 7 | 18 avril 2019     | 978-4-06-515281-2 | 6 novembre 2019  | 978-2-81-165223-4 |
| Couverture : Kaoru HigaListe des chapitres : - Chapitre 44 - Entre copines - Chapitre 45 - Bleu comme le ciel (1re partie) - Chapitre 46 - Bleu comme le ciel (2e partie) - Chapitre 47 - La p'tite Kijimuna a tout vu (1re partie) - Chapitre 48 - La p'tite Kijimuna a tout vu (2e partie) - Chapitre 49 - L'amour et ses aléas - Chapitre 50 - La p'tite "demi" veut fêter ça (1re partie) - Chapitre 51 - La p'tite "demi" veut fêter ça (2e partie)                                                                |                   |                   |                  |                   |
| 8 | 20 février 2020   | 978-4-06-518495-0 | 21 octobre 2020  | 978-2-81-165932-5 |
| Couverture : Kyôko MachiListe des chapitres : - Chapitre 52 - La p'tite "demi" veut fêter ça (3e partie) - Chapitre 53 - La succube veut se libérer - Chapitre 54 - L'arc-en-ciel aux couleurs des larmes - Chapitre 55 - Tetsuo Takahashi évolue - Chapitre 56 - Kyôko Machi est une dullahan (1re partie) - Chapitre 57 - Kyôko Machi est une dullahan (2e partie) - Chapitre 58 - Kyôko Machi est une dullahan (3e partie)                                                                                           |                   |                   |                  |                   |
| 9 | 19 novembre 2020  | 978-4-06-521122-9 | 17 novembre 2021 | 978-2-8116-6558-6 |
| Couverture : Hikari TakanashiListe des chapitres : - Chapitre 59 - Les vacances d'été ne sont pas finies - Chapitre 60 - Les sœurs Takanashi veulent parler (1re partie) - Chapitre 61 - Les sœurs Takanashi veulent parler (2e partie) - Chapitre 62 - Au contraire, je vous adore - Chapitre 63 - Crépuscule d'automne |                   |                   |                  |                   |
| 10 | 18 novembre 2021  | 978-4-06-525878-1 | 16 novembre 2022 | 978-2-8116-7168-6 |
| Couverture : Sakie Satô |                   |                   |                  |                   |
| 11 | 20 février 2023   | 978-4-06-529800-8 | 15 novembre 2023 | 978-2-8116-8154-8 |

## Anime
Une adaptation en anime est annoncée le 3 septembre 2016,. Cet anime est réalisé par Ryō Andō avec une animation du studio A-1 Pictures. Il est scénarisé par Takao Yoshioka, le design des personnages est réalisé par Tetsuya Kawakami, et la musique est composée par Masaru Yokoyama,. La série est diffusée sur Tokyo MX, MBS, et BS11 entre le 7 janvier 2017 et le 25 mars 2017. Crunchyroll diffuse la série en simulcast tandis que Funimation commence un doublage anglais le 25 janvier 2017. Le générique de début est Original. (オリジナル。, Orijinaru.) composé par TrySail et le générique de fin est Fairytale (フェアリーテイル, Fearīteiru) de Sangatsu no Phantasia.

## Réception
Au mois de septembre 2016, les trois premiers tomes se sont vendus à 550 000 exemplaires.
Le tome 2 est classé 13e sur le classement Oricon des mangas pendant la première semaine, en vendant 39 876 copies. Il est tombé 14e pour la 2e semaine, en vendant 32 283 autres copies. Le tome 3 était classé 21e, en vendant 55 907 copies la première semaine.